# Chính phủ liên hiệp
Chính phủ liên hiệp là nội các của một chính phủ thể chế đại nghị trong đó một số chính đảng hợp tác, làm giảm sự thống trị của bất kỳ một đảng trong liên minh đó. Lý do thông thường được đưa ra cho sự sắp xếp này là không có đảng nào có thể đạt được một đa số ghế cần thiết theo quy định của hiến pháp trong quốc hội đó. Chính phủ liên hiệp cũng có thể được tạo ra trong một thời gian khó khăn của quốc gia hay khủng hoảng, ví dụ như trong thời kỳ chiến tranh, hoặc khủng hoảng kinh tế, để cung cấp cho một chính phủ các mức độ cao của tính hợp pháp chính trị lĩnh hội được, hay nhận dạng tập thể mà liên hiệp mong muốn trong khi đóng một vai trò trong việc làm giảm bớt xung đột chính trị nội bộ. Trong những lúc như vậy, các đảng phái hình thành nên các liên minh toàn bộ các đảng phái (chính phủ đoàn kết dân tộc, các liên minh lớn). Nếu một liên minh sụp đổ, người ta tổ chức một cuộc bỏ phiếu tín nhiệm hoặc tiến hành bỏ phiếu bất tín nhiệm.
Các nước thường xuyên hoạt động với chính phủ liên hiệp bao gồm: các nước Bắc Âu, các nước Benelux, Australia, Áo, Síp, Pháp, Đức, Hy Lạp, Ấn Độ, Indonesia, Ireland, Israel, Ý, Nhật Bản, Kenya, Kosovo, Latvia, Liban, Nepal, New Zealand, Pakistan, Thái Lan, Trinidad và Tobago, Thổ Nhĩ Kỳ và Ukraina. Thụy Sĩ đã có chính phủ liên hiệp bốn đảng mạnh nhất trong quốc hội 1959-2008, được gọi là "Magic Formula" (công thức kỳ diệu). Giữa năm 2010 và năm 2015, Vương quốc Anh cũng có một liên minh chính thức giữa đảng bảo thủ và đảng Dân chủ Tự do, nhưng điều này là không bình thường: Anh thường có một chính phủ đa số độc đảng.